# Východná
Východná este o comună slovacă, aflată în districtul Liptovský Mikuláš din regiunea Žilina, pe malul râului Biely Váh⁠(d). Localitatea se află la altitudinea de 775 m deasupra n.m., se întinde pe o suprafață de 193,7 km2 și în 2017 număra 2.139 de locuitori.

## Istoric
Localitatea Východná este atestată documentar din 1269.

## Demografie
| An:                | 1994 | 2004   | 2014   | 2024   |
| ------------------ | ---- | ------ | ------ | ------ |
| Număr de persoane: | 2352 | 2336   | 2172   | 2226   |
| Diferență:         |      | −0,68% | −7,02% | +2,48% |

| An:                | 2023 | 2024 |
| ------------------ | ---- | ---- |
| Număr de persoane: | 2226 | 2226 |
| Diferență:         |      | +0%  |